# Kavkaz
Kavkaško pogorje ali kratko Kavkaz je gorski sistem na stičišču Evrope in Azije. Razteza se med Črnim morjem in Kaspijskim jezerom, obdaja istoimensko regijo Kavkaz in ima najvišji vrh Evrope, Elbrus.
V gorovje Kavkaza spadata Visoki Kavkaz na severu in Mali Kavkaz na jugu. Visoki Kavkaz teče od Z-SZ proti V-JV, od Kavkaškega naravnega rezervata v bližini Sočija na severovzhodni obali Črnega morja skoraj do Bakuja ob Kaspijskem jezeru. Mali Kavkaz teče vzporedno z večjim približno 100 km južneje. Visoki in Mali Kavkaz sta povezana s pogorjem Likhi, zahodno in vzhodno od območja Likhi pa ležita Kolhidska nižina in Kura-Arazka nižina. Meskhetsko pogorje je del sistema Malega Kavkaza. Na jugovzhodu reka Aras ločuje Mali Kavkaz od gorovja Tališ, ki obdaja mejo jugovzhodnega Azerbajdžana in Irana. Mali Kavkaz in Armensko višavje sestavljata Zakavkaško višavje, ki se na svojem zahodnem koncu zbliža z visokogorsko planoto Vzhodne Anatolije na skrajnem severovzhodu Turčije. Najvišji vrh na območju Kavkaza je gora Elbrus v Velikem Kavkazu, ki se dviga 5.642 metrov nadmorske višine. Gore blizu Sočija so gostile del zimskih olimpijskih iger 2014.

## Geologija
Geološko gledano Kavkaške gore spadajo v sistem, ki sega od jugovzhodne Evrope do Azije. Visoki Kavkaz je sestavljeno predvsem iz krednih in jurskih kamnin s paleozojskimi in predkambrijskimi skalami v višjih regijah. V celotnem območju so nekatere vulkanske tvorbe. Po drugi strani je Mali Kavkaz oblikovan pretežno iz paleogenskih kamnin s precej manjšim deležem jurskih in krednih kamnin. Evolucija Kavkaza se je začela od poznega triasa do pozne jure med kimersko orogenezo na aktivnem robu oceana Tetida, medtem ko je nastal dvig Velikega Kavkaza med alpidsko orogenezo datiran v miocen.
Kavkaške gore so nastale v veliki meri kot rezultat trka tektonskih plošč med Arabsko ploščo, ki se je pomikala proti severu glede na Evrazijsko ploščo. Ker se je ocean Tetida zaprlo in Arabska plošča trčila v iransko ploščo in jo potisnila ob njo ter z gibanjem Evrazijske plošče proti iranski plošči v smeri urinega kazalca in njunim zadnjim trkom, je iranska plošča pritisnila ob Evrazijsko ploščo. Ko se je to zgodilo, so bile celotne kamnine, ki so bile odstranjene v tem bazenu od jurskih do miocenskih, zložene tako, da so tvorile Visoki Kavkaz. To trčenje je povzročilo tudi dvig in kenozojske vulkanske aktivnosti v gorah Malega Kavkaza.
Celotna regija je redno podvržena močnim potresom zaradi te dejavnosti. Medtem ko vsebujejo gore Velikekga Kavkaza večinoma sedimentne strukture, so Male Kavkaza v glavnem vulkanskega izvora. 
Vulkanska planota Javakheti v Gruziji in okoliška vulkanska pogorja, ki segajo globoko v osrednjo Armenijo, so nekatere najmlajše značilnosti regije. Šele pred kratkim je bil Kavkaz prizorišče intenzivne vulkanske dejavnosti: armensko višavje so preplavili kalko-alkalni bazalti in andeziti v pliocenu in najvišja vrhova Kavkaza, Elbrus in Kazbek, sta nastala kot pleistocensko-pliocenska vulkana. Kazbek ni več aktiven, toda Elbrus je izbruhnil v postglacialnih časih in v bližini vrha je zabeležena aktivnost fumarol. Sodobna potresna aktivnost je pomembna značilnost regije, saj odraža dejavne prelome in krajšanje skorje. Klastri seizmičnosti se pojavljajo v Dagestanu in na severu Armenije. Številni uničujoči potresi so bili dokumentirani v zgodovinskih časih, vključno s potresom Spitak decembra 1988, ki je uničil armensko območje Gjumri-Vanadzor.

## Pomembni vrhovi
Najvišja evropska gora je Elbrus s 5642 m v Kavkaških gorah. [4] Elbrus je 832 m višji od Mont Blanca, najvišjega vrha v Alpah in zahodni Evropi, s 4810 m. Greben Kavkaza se običajno uporablja za določitev kopenske meje med Azijo in Evropo za regijo med Črnim morjem in Kaspijskim jezerom.
Spodnja tabela prikazuje nekaj najvišjih vrhov Kavkaza. Z izjemo Škhare so višine vzete iz sovjetske karte 1:50.000. Seznam vključuje deset vrhov z več kot 1500 m relativne višine in vse gore nad 4500 m višine s 300 m relativno višino. Ararat (5137 m) v Turčiji je južno od Malega Kavkaza.
| Ime vrha               | nadmorska višina (m) | relativna višina (m) | država           |
| ---------------------- | -------------------- | -------------------- | ---------------- |
| Elbrus                 | 5642                 | 4741                 | Rusija           |
| Dykh-Tau               | 5205                 | 2002                 | Rusija           |
| Škhara                 | 5193                 | 1365                 | Gruzija / Rusija |
| Koštan-Tau             | 5.152                | 822                  | Rusija           |
| Puškin                 | 5100                 | 110                  | Rusija           |
| Janga (Dzhangi-Tau)    | 5085                 | 300                  | Gruzija / Rusija |
| Mizhirgi               | 5047                 | 10                   | Rusija           |
| Kazbek                 | 5034                 | 2353                 | Gruzija / Rusija |
| Katyn-Tau              | 4979                 | 240                  | Gruzija / Rusija |
| Kukurtlu Dome          | 4978                 | 18                   | Rusija           |
| Gistola                | 4860                 | 320                  | Gruzija / Rusija |
| Tetnuldi               | 4858                 | 672                  | Gruzija          |
| Dzhimara (Džimari)     | 4780                 | 840                  | Gruzija / Rusija |
| Ušba                   | 4710                 | 1143                 | Gruzija          |
| Dumala-Tau             | 4682                 | 332                  | Rusija           |
| Gora Uilpata           | 4649                 | 1300                 | Rusija           |
| Tikhtengen             | 4618                 | 768                  | Gruzija / Rusija |
| Ailama                 | 4547                 | 1067                 | Gruzija          |
| Tiutiun-Tau            | 4540                 | 380                  | Rusija           |
| Jailik                 | 4533                 | 926                  | Rusija           |
| Salinan                | 4508                 | 621                  | Rusija           |
| Tebulosmta             | 4499                 | 2145                 | Gruzija / Rusija |
| Bazardüzü              | 4466                 | 2454                 | Azerbajdžan      |
| Gora Šan               | 4451                 | 1775                 | Gruzija / Rusija |
| Tepli                  | 4431                 | 1144                 | Rusija           |
| Diklosmta              | 4285                 | 843                  | Gruzija          |
| Šahdagh                | 4243                 | 1102                 | [Azerbajdžan]]   |
| Gora Addala Šukgelmezr | 4152                 | 1792                 | Rusija           |
| Gora Djultjdag         | 4127                 | 1834                 | Rusija           |
| Aragac                 | 4090                 | 2143                 | Armenija         |

## Podnebje
Podnebje Kavkaza se spreminja tako navpično (glede na nadmorsko višino) kot vodoravno (glede na širino in lego). Temperatura se navadno znižuje, ko višina narašča. Povprečna letna temperatura v Sukhumiju v Abhaziji ob morju je 15 ° C, medtem ko na pobočju Kazbeka na nadmorski višini 3700 metrov povprečna letna temperatura pade na − 6,1 ° C. Severna pobočja gorskega območja Velikega Kavkaza so za 3 ° C hladnejša od južnih pobočij. V visokogorju Malega Kavkaza v Armeniji, Azerbajdžanu in Gruziji zaznamujejo ostre temperaturne kontraste med poletnimi in zimskimi meseci zaradi bolj celinskega podnebja.
Padavine naraščajo od vzhoda do zahoda na večini območij. Nadmorska višina ima pomembno vlogo na Kavkazu, gore pa navadno prejemajo večje količine padavin kot nižje ležeča območja. Najbolj suha sta severovzhodna regija (Dagestan) in južni deli Malega Kavkaza. Absolutna najmanjša letna količina padavin je 250 mm v severovzhodni Kaspijski depresiji. Zahodne dele Kavkaza zaznamujejo velike količine padavin. Južna pobočja Velikega Kavkaza so deležna večje količine padavin kot severna pobočja. Letne količine padavin na Zahodnem Kavkazu so od 1000 do 4000 mm, na vzhodnem in severnem Kavkazu (Čečenija, Ingušetija, Kabardino-Balkarija, Osetija, Kakheti, Kartli, itd.) pa od 600 do 1800 mm. Absolutna največja letna količina padavin je 4100 mm okoli gore Mtirala, ki leži na območju Meskheti v Ajariji. Padavine Malega Kavkaza (južna Gruzija, Armenija, zahodni Azerbajdžan), razen Meskhetija, se letno gibljejo od 300 do 800 mm.
Kavkaške gore so znane po visoki količini snežnih padavin, čeprav številne regije, ki niso vzdolž vetrovnih pobočij, ne prejemajo veliko snega. To še posebej velja za Mali Kavkaz, ki je nekoliko izoliran od vlažnih vplivov iz Črnega morja in prejeme bistveno manj padavin (v obliki snega) kot Visoki Kavkaz. Povprečna zimska snežna odeja v Malem Kavkazu se giblje med 10 in 30 cm. Visoki Kavkaz (zlasti jugozahodna pobočja) zaznamujejo močne snežne padavine. Plazovi so pogosti od novembra do aprila.
Snežna odeja v več regijah (Svaneti in severna Abhazija) lahko doseže 5 metrov. Ačiškho, ki je najbolj snežno mesto na Kavkazu, pogosto beleži 7 m snega.

## Površje
Kavkaške gore imajo raznoliko pokrajino, ki se spreminja predvsem glede na nadmorsko višino in oddaljenost od velikih vodnih teles. Regija vsebuje biome, ki segajo od subtropskega nižinskega barja in gozdov do ledenikov (zahodni in srednji Kavkaz) ter visokogorskih polpuščav, step in alpske tundre na jugu (predvsem v Armeniji in Azerbajdžanu).
Severna pobočja Kavkaza so na nižjih nadmorskih višinah prekrita z hrastovim, gabrovim, javorjevim in jasenovim gozdom, na višjih legah pa je brezov in borov gozd. Nekatera najnižja območja v regiji pokrivajo stepe in travinje. Pobočja severozahodnega Velikega Kavkaza (Kabardino-Balkaria, Čerkezija, itd.) vsebujejo tudi smrekove in jelkine gozdove. Alpsko cono nadomešča gozd na približno 2000 metrih nadmorske višine. Meja večne zmrzali / ledenik se običajno začne na približno 2800-3000 m. Jugovzhodna pobočja pokrivajo gozdovi bukve, hrasta, javorja, gabra in jesena. Na višjih legah prevladujejo bukovi gozdovi. Jugozahodna pobočja Velikega Kavkaza prekrivajo kolhidski gozdovi (hrast, pušpan, bukev, kostanj, gaber, brest) na nižjih višinah z iglastimi in mešanimi gozdovi (smreka, jelka in bukev), ki prevladujejo na višjih nadmorskih višinah. Alpska cona na južnih pobočjih se lahko razteza do 2800 metrov nadmorske višine, medtem ko se ledenik / sneg začne s 3000–3500 m.
Za severna in zahodna pobočja Malega Kavkaza so značilni kolhidski in drugi listavci na nižjih višinah, medtem ko mešani in iglasti gozdovi (predvsem smreka in jelka) prevladujejo na višjih nadmorskih višinah. Bukovi gozdovi so pogosti tudi na višjih legah. Južna pobočja Malega Kavkaza so v veliki meri pokrita s travami in stepo do nadmorske višine 2500 metrov. Najvišja območja regije vsebujejo tudi alpske travnike. Vulkanske in druge skalne tvorbe so pogoste v celotni regiji. Vulkansko območje se razprostira na velikem območju od južne Gruzije do Armenije in jugozahodnega Azerbajdžana. Nekateri vidni vrhovi regije so Aragati, Didi Abuli, Samsari in drugi. Za območje so značilnost vulkanske planote, lavini tokovi, vulkanska jezera, vulkanski stožci in druge značilnosti. V Malem Kavkazu ni ledenikov in ledeniških značilnosti, ki so pogoste na gorskem območju Velikega Kavkaza.

## Zgodovina
Prečkanje Kavkaza je bil pomemben del severnega kraka Svilne ceste. Na jugovzhodnem koncu Derbenta je bil en prelaz (znan kot Kaspijska vrata ali Aleksandrova vrata), v celotnem območju pa več prehodov: prelaz Džvari na 2379 m in nad Darialsko sotesko na gruzijski vojaški cesti, prelaz Mamison na osetski vojaški cesti na 2911 m, Rokijski predor pa na 2310 m. 
V grški mitologiji je bil Kaukasos eden od stebrov, ki podpira svet. Nanj je Zevs priklenil Prometeja.

## Galerija
- Elbrus iz juga v Rusiji
- Komito v Čečeniji
- Kavkaz v Svanetiju, Gruzija
- Čauhi v Kheviju, Gruzija
- Soteska v Dagestanu, Rusija
- Dvojni vrh Ušba v Gruziji
- Šhara v Gruziji
- Ararat v Turčiji iz Erevana, Armenija